# 글로데니

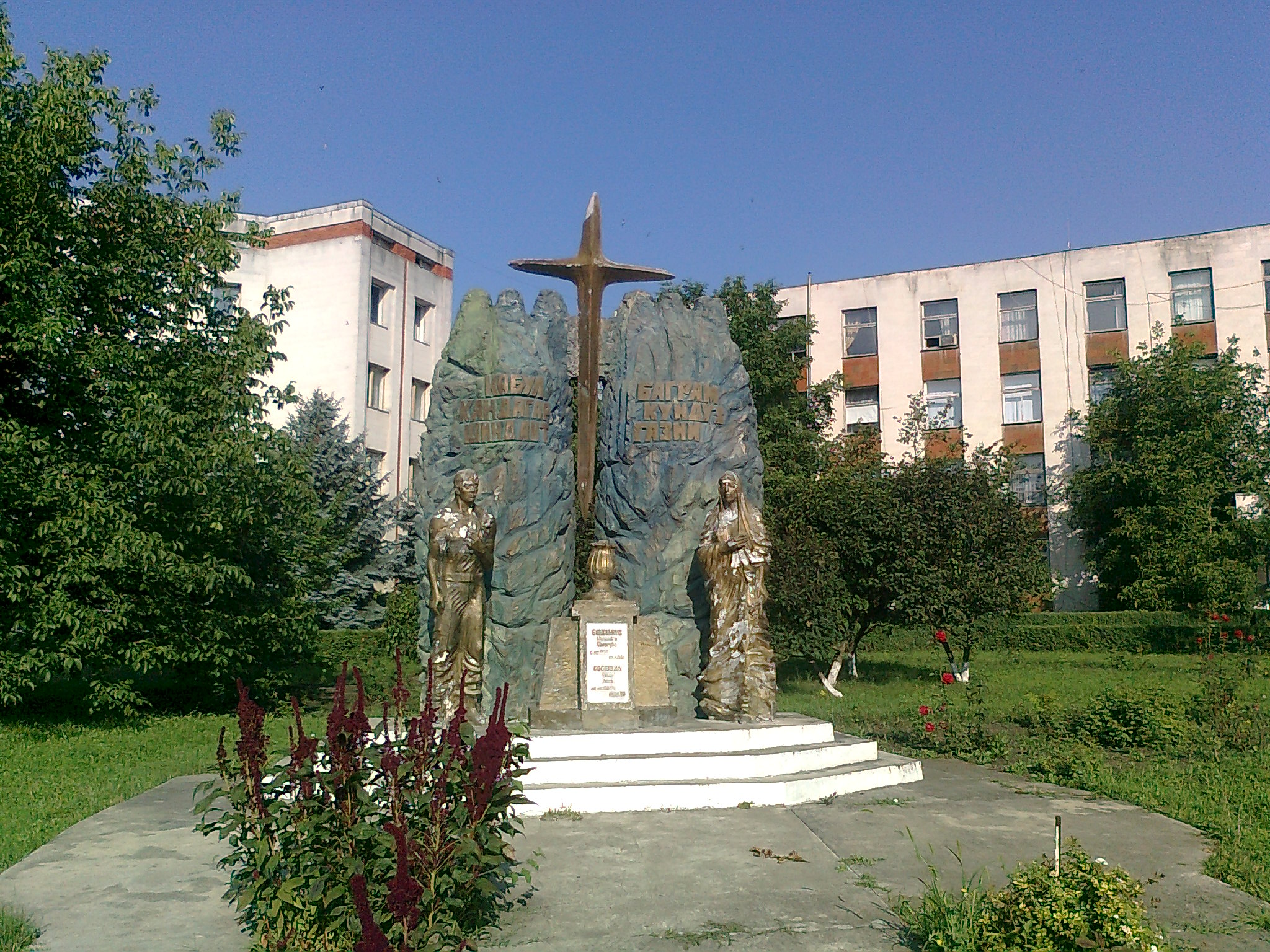
글로데니

글로데니(루마니아어: Glodeni)는 몰도바 북서부에 위치한 도시로 글로데니 구의 행정 중심지이며 인구는 11,600명(2012년 기준), 인구 밀도는 41명/km2이다.